# 田村信二
田村 信二（たむら しんじ）は、日本の作曲家、編曲家。兵庫県出身。関西学院大学卒業。別名義は青山 響（あおやま ひびき）。かつてはナムコ・テイルズスタジオに契約社員として在籍した後、株式会社F.M.Fに所属。現在は（株）メロディワークスを立ち上げ、フリーで活動中。血液型はA型。

## 概要
幼少の頃からギターを習い、兄の影響でロックバンドの道へ。大学時代に組んだバンドメンバーと共にThe PXのギタリストとしてメジャーデビューするも、2年ほどで解散。
その後、フリーの作曲家としての活動を開始。30歳頃に入社してゲーム音楽で活躍するようになる。数年後には契約社員となり、ゲームに捉われずアーティストや声優、アニメといった様々な分野で作曲活動を行う。代表作である『テイルズ オブ シリーズ』では、タウンマップやミニゲーム、イベントテーマなど手掛けた。

## ゲーム音楽
1992年
- 轟II（9月）

1993年
- ノイギーア 〜海と風の鼓動〜（3月26日）
- GULFWAR -蒼鋼伝-（4月）
- D-1 DEVASTATOR（5月28日）
- 緋王伝II（11月）
- 斬III（12月）
- エースをねらえ!（12月22日）

1994年
- コズミック・ファンタジー4 銀河少年伝説 突入編（6月10日）
- 天使の詩 白き翼の祈り（7月29日）
- ザ・グレイル・ハンター

1995年
- 東京トワイライト・バスターズ（6月）
- テイルズ オブ ファンタジア（12月15日）

1997年
- テイルズ オブ デスティニー（12月23日）

1999年
- Cybernetic EMPIRE（8月5日）

2000年
- テイルズ オブ ファンタジア なりきりダンジョン（11月10日）
- テイルズ オブ エターニア（11月30日）

2002年
- テイルズ オブ デスティニー2（11月28日）
- わいわいゴルフ（11月28日）

2003年
- テイルズ オブ シンフォニア（8月29日）

2004年
- テイルズ オブ リバース（12月16日）

2005年
- テイルズ オブ ジ アビス（12月15日）

2008年
- テイルズ オブ シンフォニア ラタトスクの騎士 (6月26日)
- テイルズ オブ ヴェスペリア（8月7日） - 青山響 名義
- テイルズ オブ ハーツ（12月18日） - 青山響 名義

2009年
- テイルズ オブ バーサス（8月6日） - 青山響 名義
- テイルズ オブ グレイセス（12月10日） - 青山響 名義

2010年
- ケロロRPG 騎士と武者と伝説の海賊（3月4日） - 青山響 名義
- テイルズ オブ ファンタジア なりきりダンジョンX（8月5日） - 青山響 名義

## 楽曲提供

### アーティスト
- 愛内里菜
  - 願いが叶うなら
- 亜咲花
  - 追想
- 稲垣潤一
  - 上手な恋の終わりかた
- SKE48
  - I love AICHI
- NMB48
  - スターになんてなりたくない
- 小野大輔
  - だいすき
- 新谷良子
  - いたげる。
- 鈴木雅之
  - 愛しているのに
- SMAP
  - 君を微笑みにかえて
- 島谷ひとみ
  - HARVEST MOON
- 田村ゆかり
  - Black cherry
  - 薔薇のロマンセ 月のセレーネ
- つりビット
  - Chuしたい
- 風輪
  - ロマンスを君だけに
- BOYS AND MEN
  - サンバdeバケーション
  - CRAVIN’ CRAVIN’
- BOYS AND MEN研究生
  - ボクたちのONE
  - 39S
  - ドドンコ Don't worry
- 皆川純子
  - Daybreak
- 宮崎羽衣
  - ココロドキドキ
  - Happy Toy☆.
- 美郷あき
  - FAITH…
- 水野あおい
  - 大切な宝物(作詞・作曲)
  - 風のメロディ(作詞・作曲)

### アニメ
2003年
- 爆転シュート ベイブレードGレボリューション（1月 - 12月）
  - Kira☆Kira☆Revolution（第2オープニングテーマC/W曲）

2004年
- DearS（7月 - 9月）
  - HAPPY COSMOS（エンディングテーマ）

2005年
- テニスの王子様（2001年10月10日 - 2005年3月30日）
  - キボウの詩（キャラクターソング）
- 甲虫王者ムシキング 森の民の伝説（2005年4月6日 - 2006年3月29日）
  - ムシキング★おんど（第2エンディングテーマC/W曲）
- 機動新撰組 萌えよ剣（7月 - 9月）
  - 始まりの風よ吹け（エンディングテーマ）
- D.C.S.S. 〜ダ・カーポ セカンドシーズン〜（7月 - 12月）
  - 乙女の涙（キャラクターソング）
  - 得意科目はLOVE!（キャラクターソング）

2006年
- 涼宮ハルヒの憂鬱（4月 - 7月）
  - 小指でぎゅっ!（キャラクターソング）
- 姫様ご用心（4月 - 7月）
  - 百発百中とらぶるん♪（オープニングテーマ）
- あゆまゆ劇場
  - みんなにっ>やー!（キャラクターソング）
- ネギま!?（2006年10月 - 2007年3月）
  - YELL◎（キャラクターソング）
  - Joker!?（キャラクターソング）
- 舞-乙HiME Zwei 第1巻（11月24日）
  - Believe 〜永遠の絆〜（オープニングテーマ）

2007年
- ケータイ少女
  - 空色ユウキ（キャラクターソング）
- セイント・ビースト 〜光陰叙事詩天使譚〜（4月 - 6月）
  - 光陰叙事詩天使譚 〜エンジェル・クロニクルズ〜（エンディングテーマ）
  - 翼あるもの（エンディングテーマ）
- かみちゃまかりん（4月 - 9月）
  - DESIRE SHOW（キャラクターソング）
- らき☆すた（4月 - 9月）
  - しすたー・うぉーず（キャラクターソング）
- キミキス pure rouge（2007年10月 - 2008年3月）
  - many many smile（キャラクターソング）

2008年
- ネオ アンジェリーク Abyss -Second Age-（7月 - 9月）
  - Eternal Green 〜君という永遠（挿入歌）

2009年
- けいおん!（4月 - 6月）
  - Happy!? Sorry!!（オープニングテーマC/W曲）
  - Sweet Bitter Beauty Song（エンディングテーマC/W曲）
  - Lovely Sister LOVE（キャラクターソング）
  - Oui!愛言葉（キャラクターソング）

2010年
- けいおん!!（4月 - 9月）
  - Our MAGIC（前期エンディングテーマC/W曲）
  - キラキラDays（後期オープニングテーマC/W曲）
  - 五月雨20ラブ（アルバム収録曲）
  - Shiny GEMS（キャラクターソング）

2011年
- 僕は友達が少ない（10月 - 12月）
  - 笑顔のデッサン（オープニングテーマC/W曲）

2015年
- スタミュ（10月 - 12月）
  - 我ら、綾薙学園華桜会（挿入歌）

2019年
- スター☆トゥインクルプリキュア
  - パペピプ☆ロマンチック（前期エンディングテーマ）

### ゲーム
1992年
- タイムギャル
  - 時空を超えて（メガCD版オープニング）

1993年
- アネット再び
  - アネット再び

2006年
- Giftにじいろストーリーズ（1月27日）
  - EVERSEASON
- ガンパレード・オーケストラ 緑の章 〜狼と彼の少年〜（3月30日）
  - 太陽に手をのばせ
- C.D.Christmas Days 〜サーカスディスク クリスマスデイズ〜（12月22日）
  - サンタクロースに予約して!

2007年
- 金色のコルダ2（3月15日）
  - Seaside Magic
  - BELIEVE
- Clear -クリア-（8月24日）
  - Perfect tears
- はっぴぃプリンセス（9月30日）
  - True fairy tale from happy princess

### ラジオ
2006年
- 涼宮ハルヒの憂鬱 SOS団ラジオ支部（2月 - 12月）
  - 運命的事件の幸福

## The PX
大学時代にPOP×5を結成。その後メンバーが6人になり、Pと×を残しTheをつけた「The PX」に改名し、1986年メジャーデビュー。
3枚のシングルレコードをリリースし、1987年解散。

### ディスコグラフィー

#### シングル
| #   | 発売日       | タイトル       | B面                    | 規格          | 規格品番 |
| --- | ------------ | -------------- | ---------------------- | ------------- | -------- |
| 1st | 1986年5月1日 | シュガーボーイ | スターダストエンジェル | 7inchレコード | SV-9117  |
| 2nd | 1987年       | WAIT           | 潮風のララバイ         | 7inchレコード | SV-9170  |
| 3rd | 1987年5月1日 | 個人授業       | miss you tonight       | 7inchレコード | SV-9224  |

### タイアップ
| 使用年 | 曲名           | タイアップ                 |
| ------ | -------------- | -------------------------- |
| 1986年 | シュガーボーイ | ライオン「TOPBOY」CMソング |

## 関連記事
- ゲーム音楽の作曲家一覧